# Рицинский реликтовый национальный парк
Рицинский реликтовый национальный парк — охраняемая территория в Гудаутском районе Абхазии. Создан для защиты горного озера Рица, а также флоры и фауны в окружающем горном регионе.

## История
Основан 17 октября 1996 года на базе одноимённого заповедника, созданного в 1930 году. Предназначен для охраны уникальных природных ландшафтов, характеризуемых большим перепадом высот (от 100 до 3256 м).

## География
Расположен в горной части Абхазии на южном склоне Большого Кавказа, охватывает территорию от долины Геги до долины Пщица. Перепады высот от 100 до 3256 м (вплоть до горы Агепста) создают условия для разнообразия растительного и животного мира. Крупнейшим озером в заповеднике является Рица; также выделяются озёра Малая Рица и Голубое. Здесь есть несколько водопадов, самый известный — Гегский водопад высотой 70 метров.

## Флора
На охраняемой территории эвксинско-колхидских лиственных лесов произрастают много вечнозеленых самшитовых (Buxus colchica) рощ, пихты Нордмана (Abies nordmanniana), достигающие высоты более 70 метров, и тис ягодный (Taxus baccata). Существует множество редких эндемичных образцов, таких как Lilium kesselringianum, Primula farinosa  и другие, в том числе широко распространенный в заповеднике колокольчик (Campanula), также называемый царицей абхазской флоры.

## Фауна
Млекопитающие представлены кавказским благородным оленем (Cervus elaphus maral), кубанским туром (Capra caucasica), рупикапрой, косулями, кабанами, кавказским лесным котом (Felis silvestris caucasica), каменной куницей и диким кроликом.
В 1980-1983 годах в заповеднике было зарегистрировано 110 видов птиц из 15 отрядов. При этом беркут, белоголовый сил, сапсан, кавказский тетерев и краснобрюхая горихвостка были занесены в Красные книги СССР и Грузинской ССР.
Есть также редкие виды земноводных и пресмыкающихся: кавказская крестовка (Pelodytes caucasicus), кавказская жаба (Bufo verrucosissimus), эндемичный малоазиатский тритон (Ommatotriton vittatus) и более обыкновенная кавказская гадюка (Vipera kaznakovi).